# 새는 폐곡선을 그린다
《새는 폐곡선을 그린다》(영어: The Bird Who Stops in the Air)는 지방 대학 영화과 교수로 재직 중인 주인공이 자신의 정체성을 찾아나가는 과정을 시적 영상에 잔잔하게 담아 낸 작품으로 1999년 이탈리아 베네치아 국제 영화제 "새로운 분야" 부문 초청에 이어 2000년 스위스 프리부그 영화제에서 대상을 차지했으나 극장을 확보하지 못해 개봉을 미뤄오다가 2002년 3월 1일 국내에 첫 공개하였다.

## 출연

### 주연
- 설경구
- 김소희

### 조연
- 이충인
- 안권태
- 김정태
- 김세진
- 안윤희
- 이현주
- 김세일
- 허승민
- 장성진

## 기타
- 제작총지휘: 박찬형
- 제작지휘: 김희진
- 프로듀서: 조인숙
- 제작이사: 황일
- 제작실장: 황성현
- 제작부장: 홍기표
- 제작부: 강현욱
- 제작부: 임용효
- 촬영부: 조기영
- 촬영부: 이상희
- 촬영부: 최용석
- 조명: 김계중
- 조명부: 유영종
- 조명부: 박재석
- 조명부: 유재규
- 조명부: 박경순
- 조연출: 김현주
- 조연출: 박찬형
- 조연출: 박창현
- 조연출: 이정애
- 조연출: 양정화
- 조연출: 장성진
- 조연출: 전용선
- 스크립터: 조은정
- 동시녹음: 박혁곤
- 동시녹음: 손규식
- 미술: 이정애
- 미술효과: 하재형
- 미술효과: 김범기
- 분장: 이지원
- 분장: 김선정
- 의상: 김현진
- 의상: 전용선
- 네가편집: 남나영
- 네가편집: 남지영
- 녹음부: 이재교
- 녹음부: 김일형
- 마케팅부문: 양정화
- 스토리보드: 이도엽
- 스토리보드: 박성훈
- 운송: 정우열
- 협성방역: 유상현
- 진행: 김솔
- 진행: 이주호

## 수상
- 1999년 제4회 부산국제영화제 넷팩상(아시아영화진흥기구상) 전수일
- 2000년 제14회 스위스 프리부그국제영화제 대상 전수일